# Perigramma immaculata
Perigramma immaculata là một loài bướm đêm trong họ Geometridae.